# 부이퀘구
부이퀘구(Buikwe)는 우간다의 구로 행정 중심지는 부이퀘이며 면적은 1,244.7km2, 인구는 429,600명(2012년 기준)이다. 행정 구역상으로는 중부주에 속한다. 북쪽으로는 카융가구, 동쪽으로는 진자구, 남동쪽으로는 부부마구, 남쪽으로는 탄자니아, 서쪽으로는 무코노구와 접한다.

## 같이 보기
- 부이퀘
- 중부주 (우간다)
- 우간다의 행정 구역
- 빅토리아호